# Финал Кубка Англии по футболу 1894
Финал Кубка Англии по футболу 1894 года (англ. 1894 FA Cup Final) — футбольный матч, завершавший розыгрыш Кубка Англии сезона 1893/94. Он стал 23-м финалом Кубка Англии, старейшего футбольного турнира в мире. В нём встретились клубы «Ноттс Каунти» и «Болтон Уондерерс». Матч прошёл на стадионе «Гудисон Парк» в Ливерпуле. Клуб из Ноттингема разгромил соперника со счётом 4:1 и стал первым обладателем Кубка Англии не из высшего дивизиона («Ноттс Каунти» в сезоне 1893/94 играл во Втором дивизионе).

## Путь к финалу
| 1-й раунд: Ноттс Каунти 1:0 Бернли 2-й раунд: Бертон Уондерерс 1:2 Ноттс Каунти Четвертьфинал: Ноттингем Форест 1:1 Ноттс Каунти Переигровка Ноттс Каунти 4:1 Ноттингем Форест Полуфинал: Ноттс Каунти 1:0 Блэкберн Роверс | 1-й раунд: Смол Хит 3:4 Болтон Уондерерс 2-й раунд: Ньюкасл Юнайтед 1:2 Болтон Уондерерс Четвертьфинал: Болтон Уондерерс 3:0 Ливерпуль Полуфинал: Ноттс Каунти 2:1 Уэнсдей |

## Отчёт о матче
| Ноттс Каунти                   | 4:1     | Болтон Уондерерс |
| ------------------------------ | ------- | ---------------- |
| Уотсон 18′ · Логан 29′ 67′ 70′ | (отчёт) | Кэссиди 87′      |

| Ноттс Каунти | Болтон Уондерерс |